# 테오도르 피슈테크

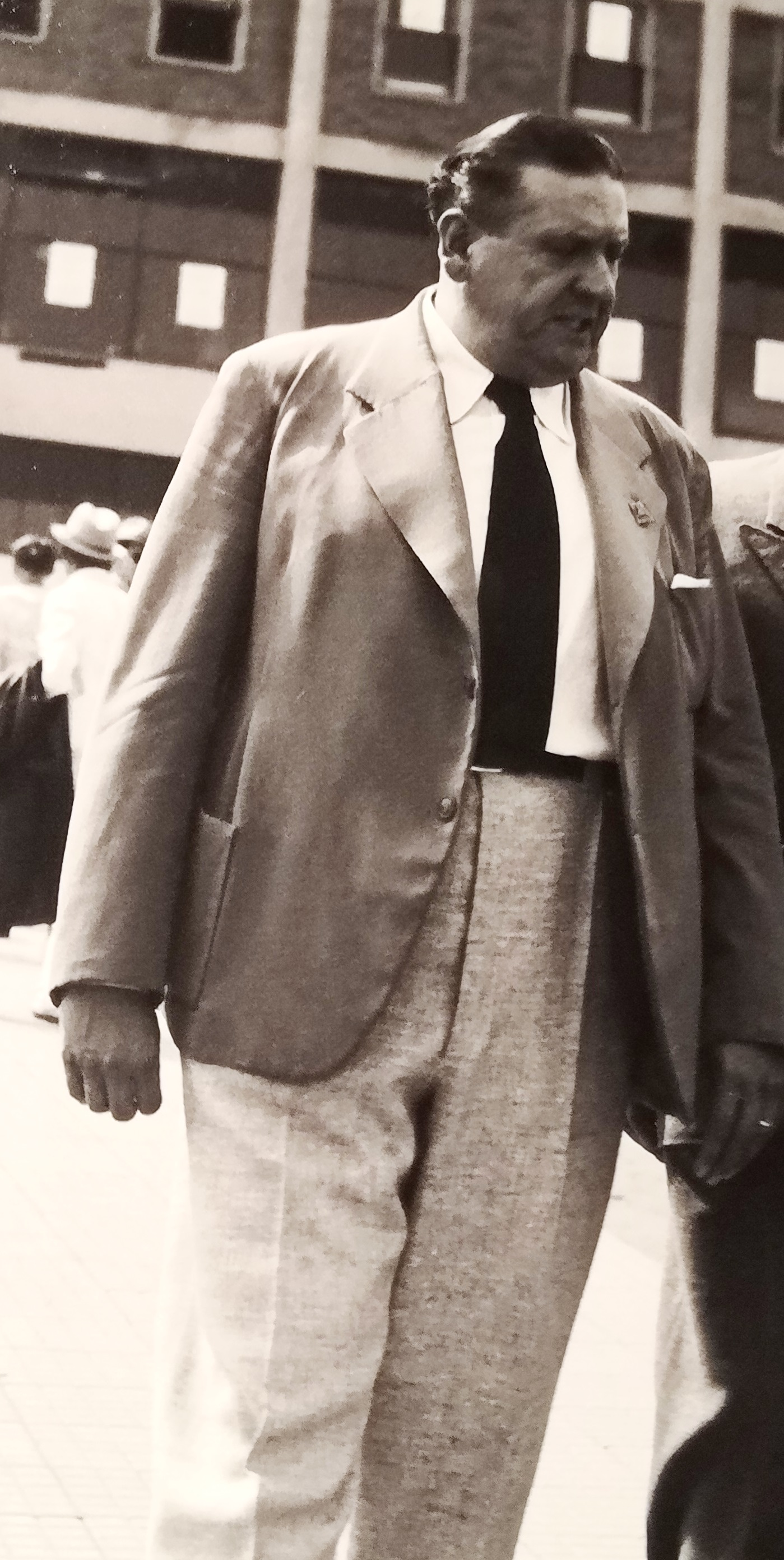

테오도르 피슈테크(체코어: Theodor Pištěk, 1895년 6월 13일 ~ 1960년 8월 5일)은 체코의 영화 감독, 배우이다.
프라하에서 태어났다.

## 영화
- 듄의 후예들 (2003년)
- 사구 (2000년)
- 래리 플린트 (1996년)
- 발몽 (1989년)
- 짚시 (1988년)
- 아마데우스 (1984년)
- 요술쟁이 판타우 (1970년)